# Сырцов, Владимир Николаевич
Владимир Николаевич Сырцов (16 февраля 1951 — 15 мая 2009) — советский хоккеист, нападающий. Заслуженный тренер России.

## Биография
Старшие братья Александр и Геннадий также были хоккеистами. Воспитанник воскресенского «Химика». Карьеру в командах мастеров начал в сезоне 1967/68, проведя два матча в чемпионате СССР за «Химик». Всего сыграл за команду девять сезонов. Сезон 1973/74 провёл в команде первой лиги СКА МВО Калинин. С сезона 1977/78 — в команде первой лиги «Ижсталь» Ижевск. В следующем сезоне стал лучшим бомбардиром команды, вышедшей в высшую лигу. После начала сезона 1979/80 перешёл в «Торпедо» Тольятти из первой лиги. Проведя в команде следующий сезон во второй лиге, завершил карьеру.
Чемпион Европы среди юниоров (1969, 1970).
Работал в СДЮСШОР «Химик». Среди воспитанников — Вячеслав Козлов.